# Partido Socialista de América
El Partido Socialista de América (PSA) (en inglés Socialist Party of America) fue un partido político socialista en los Estados Unidos formado en 1901 por una fusión entre el Social Democratic Party of America, fundado en 1898, y elementos descontentos del Partido Socialista Laborista de América, fundado en 1876, que se habían separado del organización principal en 1899.
En las primeras décadas del siglo XX, el PSA obtuvo un apoyo significativo de muchos grupos diferentes, incluidos sindicalistas, reformadores sociales progresistas, agricultores populistas e inmigrantes.
En las elecciones presidenciales de 1912 y 1920, Eugene V. Debs obtuvo dos veces más de 900.000 votos, mientras que el PSA también eligió a dos representantes estadounidenses (Victor L. Berger y Meyer London), decenas de legisladores estatales, más de 100 alcaldes e innumerables funcionarios menores.
Los mejores resultados electorales de este partido fueron a principios del siglo XX. En 1912 llegó a tener el 6 % de voto en las presidenciales y en 1920 mejoró el resultado (siendo muy popular en Oklahoma). En la década de 1920 se escindió el Partido Comunista de los Estados Unidos.
La firme oposición del partido a la participación estadounidense en la Primera Guerra Mundial, aunque bien recibida por muchos, también condujo a deserciones prominentes, represión oficial y persecución. El partido quedó aún más destrozado por una guerra de facciones sobre cómo responder a la Revolución de Octubre de 1917 y, en 1919, al establecimiento de la Internacional Comunista; muchos miembros abandonaron el Partido Socialista para fundar partidos leninistas.
Después de respaldar, en 1924, la campaña presidencial de Robert M. La Follette del Partido Progresista, el partido volvió a la acción independiente a nivel presidencial.
A principios de los años 1930, tuvo un crecimiento modesto detrás del candidato presidencial Norman Thomas. Sin embargo, el atractivo del partido se vio debilitado por la popularidad del New Deal del presidente Franklin D. Roosevelt, la táctica de frente popular, adoptada por el Partido Comunista de los Estados Unidos bajo Earl Browder y la tendencia del movimiento obrero para apoyar políticos del Partido Demócrata.
Un intento divisivo y finalmente fallido de ampliar el partido admitiendo seguidores de León Trotsky y Jay Lovestone provocó que la tradicional Vieja Guardia se marchara y formara la Federación Socialdemócrata . Si bien el partido siempre fue fuertemente antifascista y antiestalinista, su oposición a la entrada de Estados Unidos en la Segunda Guerra Mundial le costó apoyo tanto interno como externo.
Después de 1956, el PSA dejó de presentar candidatos presidenciales, cuando su candidato, Darlington Hoopes, obtuvo menos de 6.000 votos.
En las últimas décadas del partido, sus miembros, muchos de ellos destacados en los movimientos laborales, de paz, de derechos civiles y de libertades civiles, estaban fundamentalmente en desacuerdo sobre la relación del movimiento socialista con el movimiento laboral y el Partido Demócrata y sobre la mejor manera de avanzar.
En 1970-1973, estas diferencias estratégicas se agudizaron tanto que el PSA cambió su nombre a "Social Democrats, USA", tanto porque el término "partido" en su nombre había confundido al público como para distanciarse de la Unión Soviética.
Los líderes de dos de sus grupos formaron organizaciones socialistas separadas: el Partido Socialista de los Estados Unidos y el "Democratic Socialist Organizing Committee", el precursor de los Socialistas Democráticos de América.
En 1972 se disolvió, siendo sucedido por el Partido Socialista de los Estados Unidos y otras agrupaciones.

## Desempeño electoral

### Elecciones presidenciales
|  | 2,98 % |

|  | 2,83 % |

|  | 5,99 % |

|  | 3,19 % |

|  | 3,41 % |

|  | 0,73 % |

|  | 2,23 % |

|  | 0,41 % |

|  | 0,23 % |

|  | 0,16 % |

|  | 0,29 % |

|  | 0,03 % |

|  | 0,00 % |